# Podpůrná opatření prvního stupně
Podpůrná opatření ve vzdělávání se týkají vyrovnávání podmínek pro žáky se speciálními vzdělávacími potřebami (SVP). Podmínky pro vzdělávání žáků s SVP upravuje vyhláška MŠMT. Tato podpůrná opatření jsou určena pro žáky se zdravotním či sociálním znevýhodněním ve výuce.

## Popis prvního stupně podpůrných opatření
První stupeň podpory se snaží zabraňovat tomu, aby se žák dostal do koloběhu školních neúspěchů nebo aby pociťoval ke škole odpor. V této fázi jde tedy o aplikaci metod a forem práce, které slouží jako prevence proti zhoršování školní úspěšnosti žáka. 
Na tomto stupni hrají důležitou roli sami pedagogové. Ti znevýhodněného žáka pozorují, analyzují jeho školní práci, využívají dlouhodobého hodnocení, zajímají se o jeho život mimo školu, ale také znají zdravotní stav žáka a rodinnou situaci. Je podstatné, aby se pedagog o takového žáka staral do hloubky, ne pouze povrchně, protože jedině tak lze odhalit příčiny školních neúspěchů a předejít neúspěchům dalším.

## Konkrétní úpravy
Většinou tento stupeň podpory spočívá v tom, že pedagog poupraví zasedací pořádek a žáka přesadí ve třídě tak, aby místo jemu i učiteli vyhovovalo. Dále může tomuto konkrétnímu žákovi zařídit kratší vyučovací hodiny, a naopak delší přestávky, nebo plánuje a organizuje čas mimo školní vyučování. 
V této fázi je také důležité, aby se pedagog snažil uplatňovat individuální přístup k žákovi, zohledňoval učební styly žáka, aby při výuce žáka dostatečně motivoval a využíval spíše aktivizující metody. Zapojovat by měl také skupinovou výuku, při níž se žák učí spolupráce s ostatními. Pedagog má rovněž komunikovat s rodiči znevýhodněného žáka, informovat je o průběhu vyučování a chování žáka ve výuce, ale také se s nimi domlouvat ohledně přípravy na hodiny. Konkrétní úpravy v prvním stupni podpůrných opatření spočívají v úpravách metod a organizaci výuky, obsahu a výstupů vzdělávání, v hodnocení apod. 
Metody výuky by měly být voleny tak, aby u žáka se speciálními vzdělávacími potřebami podporovaly co nejvíce rozvoj poznávacích procesů. Orientovat by se měly hlavně na práci s textem nebo obrazem a na vnímání s důrazem na individualizaci. Cílem volby metod má být lepší motivace žáka a zvýšení jeho pozornosti ve výuce. Co se týče organizace výuky, uspořádán by měl být zasedací pořádek ve třídě a také se mají častěji střídat různorodé organizační formy. Hodnocení musí vést k motivaci žáka a orientovat se na individuální pokroky, rozvíjet by se mělo též sebehodnocení žáka.

### Nároky žáka
Žák má nárok na:
1. vytvoření plánu pedagogické podpory,
2. konzultace s pedagogickými pracovníky a průběžné vyhodnocování zvolených postupů a metod práce s žákem,
3. kompenzační a učební pomůcky dle podmínek školy a pedagogů,
4. úpravu výstupů během hodiny.

### Poradenská pomoc školy a školského poradenského zařízení
Poradenskou činnost na tomto stupni podpůrného opatření provádí poradenští pracovníci dané školy: školní metodik prevence, výchovný poradce, školní psycholog nebo školní speciální pedagog.

### Normovaná finanční náročnost
V tomto stupni podpůrného opatřená není stanovena normovaná finanční náročnost.

### Forma vzdělání
Ta je volena tak, aby vyhovovala žákovi a jeho speciálním vzdělávacím potřebám nebo je přizpůsobena jiným potřebám žáka.

### Východiska pro poskytování podpůrných opatření
Pedagog pozoruje žáka v hodině, poskytuje zpětnou vazbu nejen žákovi, ale i zákonným zástupcům. Volí vhodné metody k překontrolování jeho dovedností a znalostí, reflektuje jeho výsledky. Dále provádí analýzu jeho práce v hodině a domácí práce, popřípadě vede žáka k tvorbě portfolia.

## Závěr
Tento stupeň podpory je v podstatě zdůraznění principů individuálního přístupu. Žák, učitel ani škola nemají nárok na finanční podporu ani na asistenta pedagoga.